# St. Beatus (Koblenz)

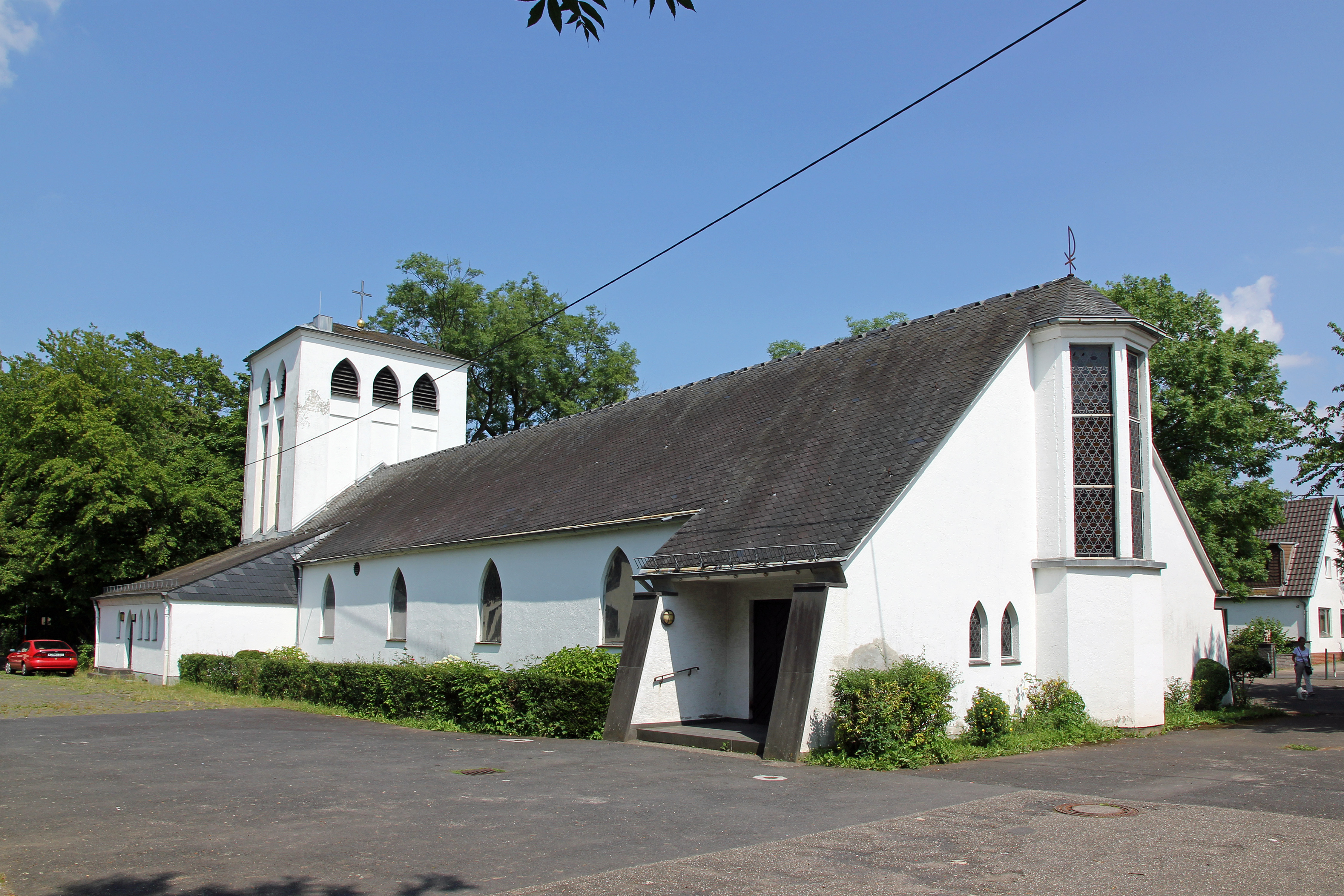
Pfarrkirche St. Beatus auf der Karthause in Koblenz

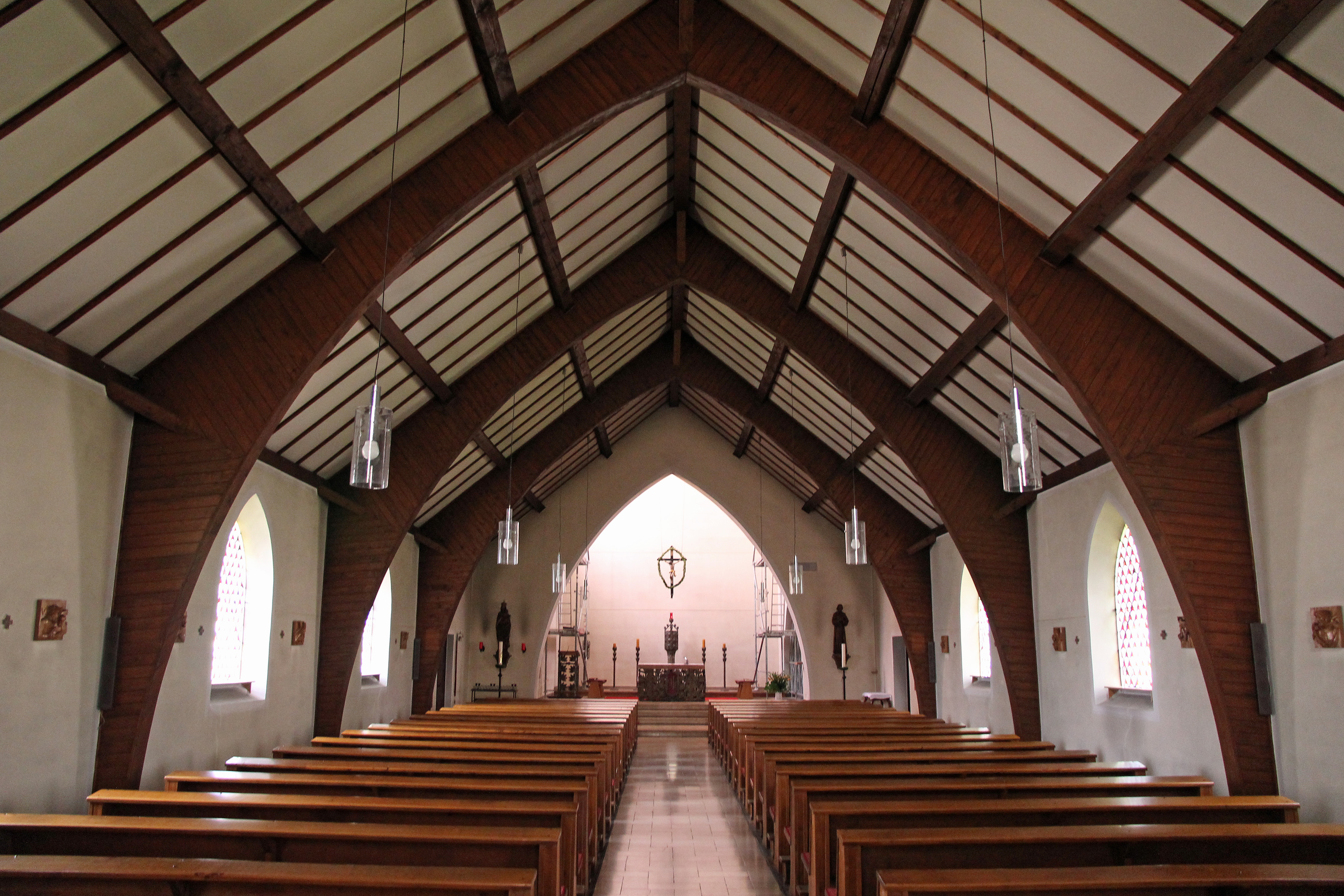
Innenraum

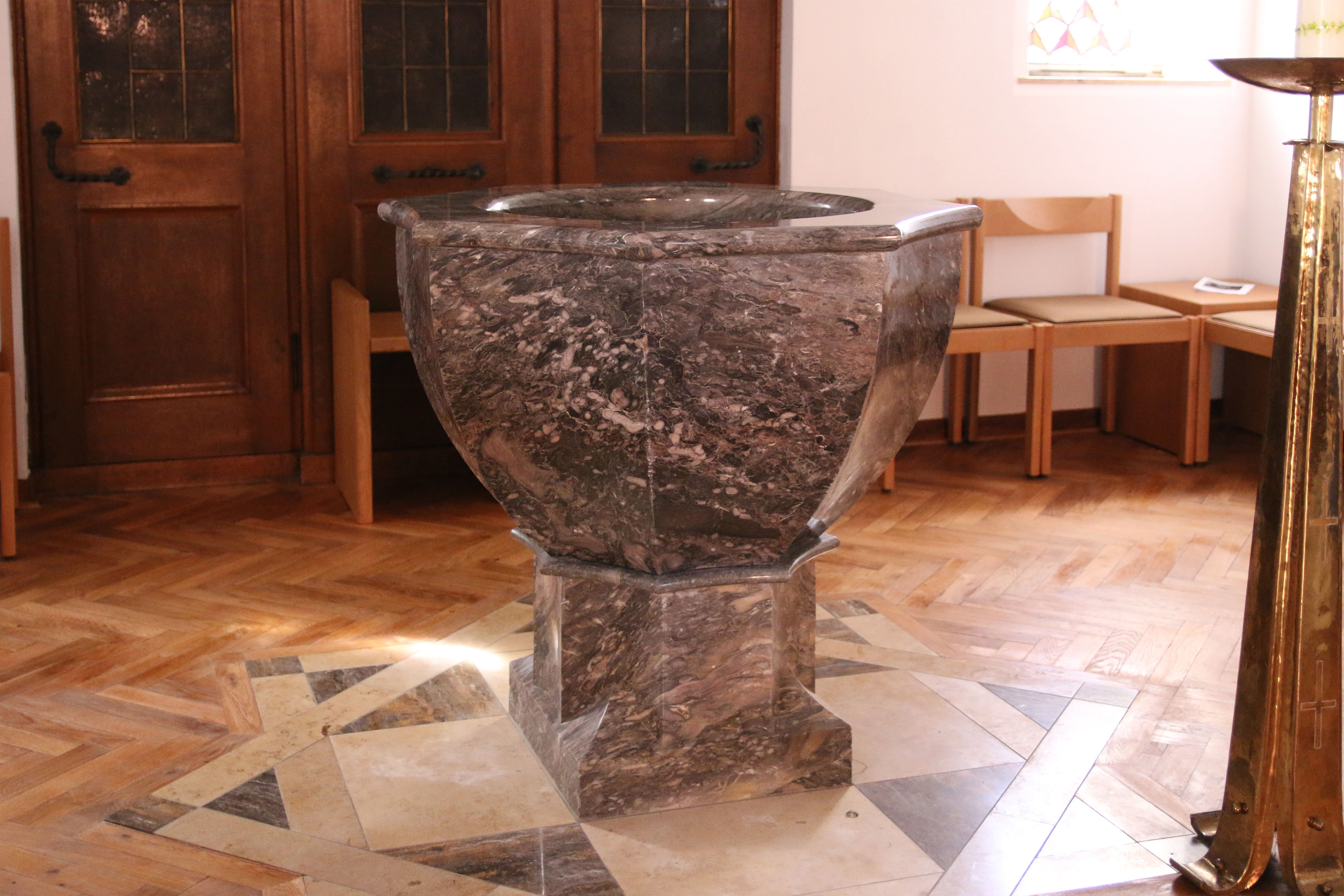
Taufstein

Die Pfarrkirche St. Beatus ist eine römisch-katholische Kirche in Koblenz. Die Pfarrkirche wurde 1953 im jungen Stadtteil Karthause fertiggestellt. Sie trägt das Patrozinium des heiligen Beatus von Trier.

## Geschichte
Der Koblenzer Höhenstadtteil Karthause wurde erstmals nach Schleifung der preußischen Feste Kaiser Alexander in den 1930er Jahren besiedelt. Im Bereich der ehemaligen Festung entstand ein erstes Siedlungsgebiet, das von der Pfarrei Herz-Jesu betreut wurde. Der dortige Pfarrer Johannes Metzdorf (1883–1953) bemühte sich im stark wachsenden neuen Stadtteil um ein neues Kirchenbauwerk. Die Nationalsozialisten verhinderten aber das Vorhaben Metzdorfs. Erst nach Ende des Zweiten Weltkriegs gelang es ihm 1946, einen Bauplatz mit darauf befindlichen Pferdestall zu erwerben. Die neue Kirchengemeinde erhielt den Namen St. Beatus, was in Tradition des Ortes zu erklären ist. Bis zur Säkularisation 1802 befand sich auf dem Beatusberg (heute Karthause) im Bereich des Forts Großfürst Konstantin ein Kartäuserkloster. Der Kartäuserorden verehrte hier u. a. den heiligen Beatus.
In dem ehemaligen Pferdestall richtete man eine Notkirche ein und am 29. August 1948 konnte der erste Gottesdienst gefeiert werden. Zum ersten Pfarrer wurde Adolf Vogt bestimmt. Alte Reliquien des heiligen Beatus aus dem Kartäuserkloster, die nach Schließung des Klosters in der Pfarrkirche St. Laurentius aufbewahrt wurden, übertrug man nun in das neue Gotteshaus. Am 15. Mai 1950 wurde durch Erlass des Trierer Erzbischofs Franz Rudolf Bornewasser die Kirchengemeinde St. Beatus eingerichtet, die am 5. August 1950 zur Pfarrvikarie aufstieg. Im Jahr 1951 wurde die Siedlung Pionierhöhe und die des Karthäuserhofs von der Pfarrei St. Josef abgetrennt und St. Beatus zugeschlagen.
Mit dieser Vergrößerung der Gemeinde wurde nun die Erweiterung der Notkirche in Angriff genommen. Der vorhandene alte Pferdestall wurde umgebaut und erhielt eine Empore. Am Nordende wurde die Kirche durch Anbau eines kleinen Chorturms erweitert. Hier wurden drei Glocken aufgehängt, darunter eine bereits vorhandene Glocke “St. Beatus”. Im Unterbau des Turms wurde der Chor eingerichtet, zusätzlich erhielt der neue Kirchenbau eine Sakristei sowie eine Tauf- und Beichtkapelle. Das umgebaute und erweiterte Kirchenbauwerk wurde am 3. Oktober 1953 mit einem Gottesdienst eingeweiht. Am 1. März 1961 wurde St. Beatus von Trierer Bischof Matthias Wehr zur selbständigen Pfarrei erhoben. Die Konsekration der Kirche fand am 10. November 1968 statt.
Ende Oktober 2014 wurde in der Kirche ein achtseitiger Taufstein aus Lahnmarmor aufgestellt, der wohl vom Koblenzer Architekten Johann Claudius von Lassaulx geschaffen wurde. Ursprünglich stammt er aus der Koblenzer Karmeliterkirche und wurde 1950 der neuen Kirchengemeinde St. Beatus überlassen. Der zuvor nur als Blumenkübel genutzte Taufstein wurde nun für etwa 4200 Euro restauriert.

## Pfarreiengemeinschaft
St. Beatus war Teil der „Pfarreiengemeinschaft Koblenz-Moselweiß“, zu der auch St. Laurentius in Moselweiß, St. Hedwig auf der Karthause, St. Elisabeth im Rauental, St. Franziskus in der Goldgrube und St. Martinus in Lay gehörten. Diese wurden am 1. Januar 2024 zur neuen Kirchengemeinde Koblenz St. Aposteln fusioniert.